# Phelsuma hielscheri
Espèce
Statut de conservation UICN

 VU B1ab(iii) : Vulnérable
Statut CITES
Phelsuma hielscheri est une espèce de geckos de la famille des Gekkonidae.

## Répartition
Cette espèce est endémique du Sud-Ouest de Madagascar.

## Étymologie
Cette espèce est nommée en l'honneur de Michael Hielscher.

## Publication originale
- Rösler, Obst & Seipp, 2001 : Eine neue Taggecko-Art von Westmadagaskar: Phelsuma hielscheri sp. n. (Reptilia: Sauria: Gekkonidae). Zoologische Abhandlungen, Museum für Tierkunde Dresden, vol. 51, no 6, p. 51-60.